# Grafschaft Hennegau
Die Grafschaft Hennegau (niederl. Henegouw für den Gau, Henegouwen für die spätere Grafschaft; franz. le Hainaut; mittellat. Hannonia), benannt nach der Gegend am Fluss Henne, ist ein historisches Territorium auf dem heutigen Gebiet Belgiens und Frankreichs.

## Altertum und Frühmittelalter
Der Hennegau war eine fränkische Gaugrafschaft. Das Gebiet gehörte in römischer Zeit zur Silva carbonaria (Kohlenwald) und war die Heimat der Nervier.

## Vom Hochmittelalter in die Neuzeit
Die Grafschaft Hennegau entstand aus der Vereinigung von drei Reichslehen:
- Die Grafschaft Bergen aus dem alten Hennegau, 998 von Reginar IV. erworben.
- Die südliche Grafschaft aus dem Brabantgau, von Reginar V. von Bergen von seinem Schwiegervater, dem Grafen Hermann von Eenham, Gaugraf im Brabant, um 1024 erworben.
- Die Markgrafschaft Valenciennes, ein Reichslehen, das 1047 nach der Absetzung des Grafen Balduin V. von Flandern wegen seiner Rebellion gegen den deutschen Kaiser Heinrich III. wahrscheinlich Reginar von Hasnon, dem Vater von Richilde von Hennegau (keine Egisheim), zugewiesen wurde. Richilde brachte nach dem Tod ihres Vaters  die Markgrafschaft in ihre Ehe mit Graf Hermann von Bergen ein.

1051 starb Graf Hermann von Bergen, Schwiegersohn des Grafen Reginar V. Seine Witwe Richilde brachte die drei Grafschaften an ihren zweiten Gemahl, den Grafen Balduin VI. von Flandern († 1070), den man im Hennegau Balduin I. nannte. Nach ihrer Niederlage in der Schlacht von Cassel (1071) versuchte Richilde, ihre Grafschaften und Allode beim deutschen König Heinrich IV. zu Geld zu machen. Bischof Dietwin von Lüttich kaufte die Lehnshoheit über die Allode und die Reichslehen. Er gab die Lehen über die neue Grafschaft Hennegau an den Herzog von Niederlothringen, der darauf die Grafschaft der Gräfin Richilde zu Lehen gab. Auf diese Weise (Refeodalization genannt) ging die Reichsunmittelbarkeit verloren.
Balduin V. von Hennegau vereinigte durch seine Heirat mit Margarete von Elsass und Flandern 1191 die Grafschaft Hennegau zum zweiten Mal mit Flandern (und Namur). Balduin VI. (IX. von Flandern), ein Sprössling dieser Ehe, wurde 1204 erster lateinischer Kaiser zu Konstantinopel; seine Erblande fielen zuerst an seine älteste Tochter, Johanna von Flandern, dann 1244 an deren Schwester Margarete von Flandern, die zuerst mit Burchard von Avesnes und dann mit Wilhelm von Dampierre verheiratet war. Im Jahr 1246 wurde den Kindern erster Ehe der Hennegau, denen zweiter Ehe Flandern zugeteilt. Zwischen den Söhnen aus beiden Ehen kam es nun zu langwierigen Kämpfen, in denen sich Margarete auf die Seite der Dampierres stellte. Gegenstand des Zwistes war vornehmlich Reichsflandern (Flämischer Erbfolgekrieg).

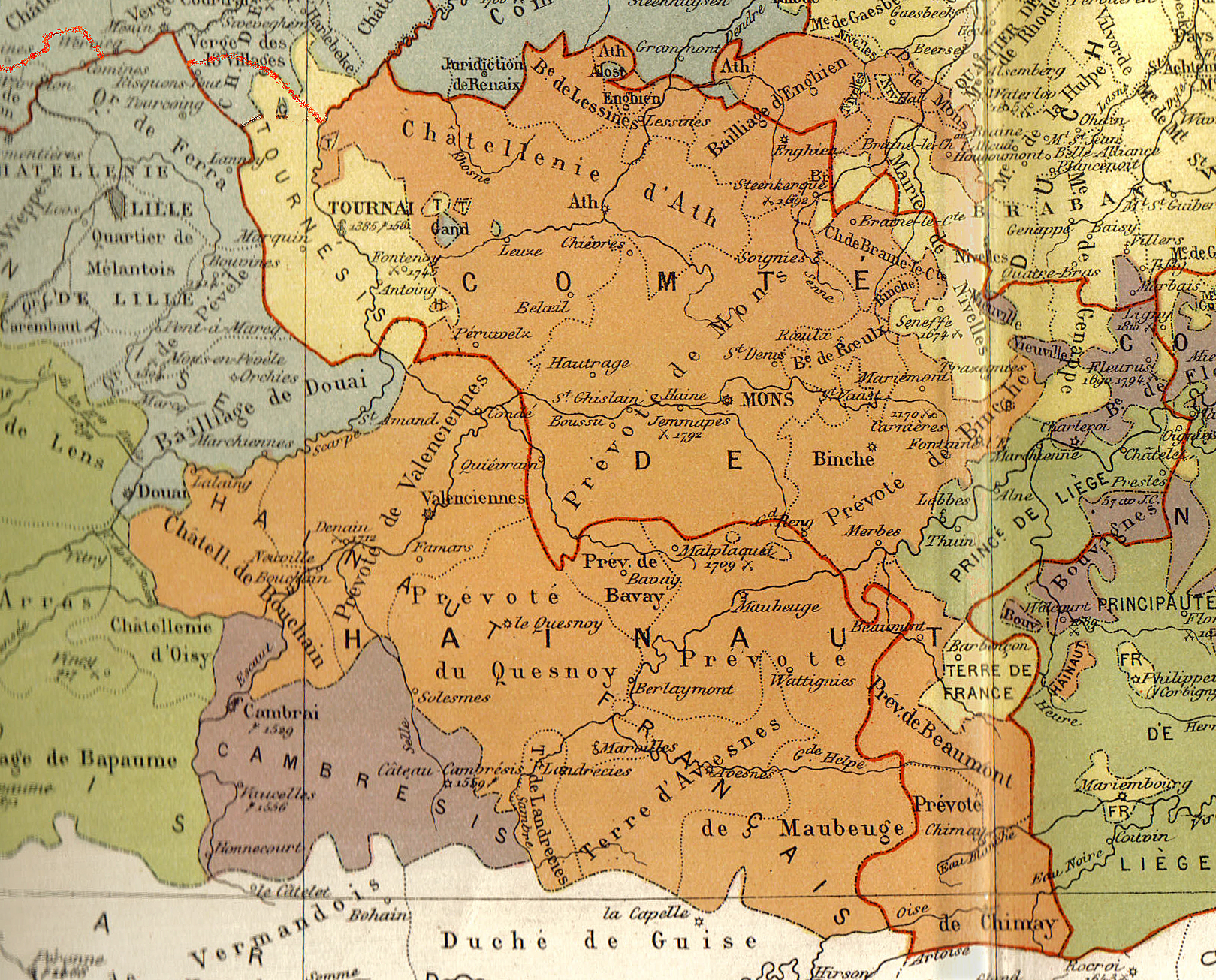
Die Grafschaft Hennegau (Hainaut). Die roten Linien sind heutige Landes- und Provinzgrenzen.

Provinzen Frankreichs (1477). Die burgundischen Territorien in Gelb; die rote Grenze zwischen Frankreich und dem Heiligen Römischen Reich verläuft quer hindurch. Die Grafschaft Hennegau gehört zu den burgundischen Reichslehen.

Doch folgte 1279 nach Margaretes Tod ihr Enkel Johann II. im Hennegau; dieser erwarb 1299 auch die Grafschaft Holland. Mit Wilhelm II. erlosch 1345 die männliche Linie der Avesnes im Hennegau. Des Grafen Wilhelm I., des Guten (1304–37) Tochter Margarethe, Gemahlin Kaiser Ludwigs des Bayern, brachte den Hennegau samt Holland und Zeeland 1345 an das Haus Wittelsbach. Ihre Urenkelin, Jakoba von Bayern, trat 1433 ihr Erbe an Philipp den Guten von Burgund ab, und so kam der Hennegau mit der burgundischen Erbschaft 1477 an das Haus Habsburg, bei welchem es von 1556 bis 1713 bei der spanischen, dann (bis zur Französischen Revolution) bei der österreichischen Linie verblieb.
Valenciennes war die erste Stadt der spanischen Niederlande, der im Bürgerkrieg gegen die spanische Herrschaft die Regentin eine Besatzung durch spanische Truppen zugedacht hatte, vor allem, weil durch die Nähe zu Frankreich die Calvinisten dort sehr stark waren. Friedrich Schiller merkt an, es sei damals ein Sprichwort im Hennegau gewesen, die Provinz stehe nur unter Gott und unter der Sonne.
Nach dem Pyrenäenfrieden (1659) und dem Frieden von Nimwegen (1678) ist der heute zum französischen Département Nord gehörige südliche Teil von Hennegau mit seiner Hauptstadt Valenciennes an Frankreich gekommen. Aus dem übrigen Hennegau wurde 1815 mit Einverleibung der vormals flandrischen Landschaft Tournaisis, des namurschen Distrikts Charleroi und einiger Teile von Brabant und Lüttich, welche vorher das französische Département Jemappes ausmachten, die zwischen 1815 und 1830 niederländische, anschließend belgische Provinz Hennegau gebildet.

## Grafen von Hennegau
| Name | Herrschaft                  | Verwandtschaft                                 | Anmerkungen                                                                      |
| --- | --------------------------- | ---------------------------------------------- | -------------------------------------------------------------------------------- |
| Reginar I. | ?–898                       |                                                | nicht als Graf gesichert                                                         |
| Sigehard | ?–nach 908                  |                                                |                                                                                  |
| Reginar II. | um 916–931                  | Sohn von Reginar I.                            |                                                                                  |
| Reginar III. Langhals | 931–957                     | Sohn des Vorgängers                            |                                                                                  |
| Erzbischof Brun von Köln, der auch Herzog von Lotharingien war, vertrieb 957 die Familie der Reginare aus dem Hennegau und teilte diese Grafschaft in die Markgrafschaft Valenciennes und Grafschaft Mons auf. |                             |                                                |                                                                                  |
| Markgrafschaft Valenciennes | Markgrafschaft Valenciennes | Grafschaft Mons                                | Grafschaft Mons                                                                  |
| Name | Herrschaft                  | Herrschaft                                     | Name                                                                             |
| Amalrich | 957–973                     | 957–964                                        | Gottfried von Jülich                                                             |
| Amalrich | 957–973                     | 964–973                                        | Richar                                                                           |
| Werner | 973                         | 973                                            | Rainald                                                                          |
| Arnulf | 973–1012                    | 973–998                                        | Gottfried von Verdun                                                             |
| Arnulf | 973–1012                    | 998–1013                                       | Reginar IV.                                                                      |
| Balduin IV. von Flandern | 1013–1035                   | 1013–1039                                      | Reginar V.                                                                       |
| Balduin V. von Flandern | 1035–1045                   | 1039–1051                                      | Richildis                                                                        |
| Reginar von Hasnon | 1047–um 1048                | 1039–1051                                      | Richildis                                                                        |
| Hermann | um 1048–1051                | 1039–1051                                      | Richildis                                                                        |
| Graf Hermann vereinte de facto den Hennegau wieder unter einer Herrschaft. Unter seiner Witwe wurde es 1071 offiziell refeodiert als Lehen des Bistums von Lüttich.                                            |                             |                                                |                                                                                  |
| Name | Herrschaft                  | Verwandtschaft                                 | Anmerkungen                                                                      |
| Haus von Flandern |                             |                                                |                                                                                  |
| Richildis | 1051–1076                   | Witwe von Hermann, Tochter Reginars von Hasnon |                                                                                  |
| Balduin I. der Gute | 1051–1070                   | Ehemann von Richildis/Richilde                 | auch Graf von Flandern (Balduin VI.)                                             |
| Arnulf I. der Unglückliche | 1070–1071                   | 1. Sohn von Richilde                           | auch Graf von Flandern (Arnulf III.)                                             |
| Balduin II. | 1071–1098                   | 2. Sohn von Richilde                           |                                                                                  |
| Balduin III. | 1098–1120                   | Sohn des Vorgängers                            |                                                                                  |
| Balduin IV. | 1120–1171                   | Sohn des Vorgängers                            |                                                                                  |
| Balduin V. | 1171–1194                   | Sohn des Vorgängers                            | auch Graf von Flandern (Balduin VIII.)                                           |
| Balduin VI. | 1194–1205                   | Sohn des Vorgängers                            | auch Graf von Flandern (Balduin IX.) auch Kaiser von Konstantinopel (Balduin I.) |
| Johanna I. | 1205–1244                   | Tochter des Vorgängers                         | auch Gräfin von Flandern                                                         |
| Ferdinand von Portugal | 1212–1233                   | 1. Ehemann von Johanna I.                      | Mitregent                                                                        |
| Thomas von Savoyen | 1239–1244                   | 2. Ehemann von Johanna I.                      | Mitregent                                                                        |
| Margarete I. die Schwarze | 1244–1253                   | Schwester von Johanna I.                       | auch Gräfin von Flandern (Margarete II.)                                         |
| Haus Avesnes |                             |                                                |                                                                                  |
| Johann I. | 1253–1257                   | Sohn der Vorgängerin                           |                                                                                  |
| Haus von Flandern |                             |                                                |                                                                                  |
| Margarete I. die Schwarze | 1257–1280                   | Schwester von Johanna I.                       | auch Gräfin von Flandern (Margarete II.)                                         |
| Haus Avesnes |                             |                                                |                                                                                  |
| Johann II. | 1280–1304                   | Sohn von Johann I.                             | auch Graf von Holland                                                            |
| Wilhelm I. der Gute | 1304–1337                   | Sohn des Vorgängers                            | auch Graf von Holland (Wilhelm III.)                                             |
| Wilhelm II. | 1337–1345                   | Sohn des Vorgängers                            | auch Graf von Holland (Wilhelm IV.)                                              |
| Margarete II. | 1345–1356                   | Schwester des Vorgängers                       | auch Gräfin von Holland (Margarete I.)                                           |
| Wittelsbacher |                             |                                                |                                                                                  |
| Wilhelm III. | 1356–1389                   | Sohn der Vorgängerin                           | auch Graf von Holland (Wilhelm V.) auch Herzog von Bayern (Wilhelm I.)           |
| Albrecht | 1389–1404                   | Bruder des Vorgängers                          | auch Graf von Holland auch Herzog von Bayern                                     |
| Wilhelm IV. | 1404–1417                   | Sohn des Vorgängers                            | auch Graf von Holland (Wilhelm VI.) auch Herzog von Bayern (Wilhelm II.)         |
| Johann III. | 1417–1425                   | Bruder des Vorgängers                          | auch Graf von Holland auch Herzog von Bayern                                     |
| Jakobäa | 1425–1433                   | Tochter von Wilhelm IV.                        | auch Gräfin von Holland auch Herzogin von Bayern                                 |
| Haus Burgund |                             |                                                |                                                                                  |
| Philipp der Gute | 1433–1467                   |                                                | auch Herzog von Burgund (Philipp III.)                                           |
| Karl der Kühne | 1467–1477                   | Sohn des Vorgängers                            | auch Herzog von Burgund                                                          |
| Maria | 1477–1482                   | Tochter des Vorgängers                         | auch Herzogin von Burgund                                                        |
| Durch die Ehe der Herzogin Maria mit dem späteren Kaiser Maximilian I. fiel der Hennegau den Habsburgern zu.                                                                                                   |                             |                                                |                                                                                  |